# План Б (фильм, 2021)
«План Б» (англ. Plan B) — американская комедия, снятая актрисой Натали Моралес. Фильм вышел 28 мая 2021 года на сервисе Hulu.

## Сюжет
Лупе подбивает свою подругу Санни устроить у себя дома вечеринку, когда её мама уедет по работе. Всегда правильная и прилежная Санни соглашается, из расчёта произвести впечатление на Хантера, мальчика со школы, который ей нравится. Хантер, однако, рано покидает эту вечеринку вместе с более популярной девушкой. Санни сбегает в туалет, где уже прячется Кайл, мальчик из религиозной семьи, которого другие считают странным. Жалуясь друг другу на жизнь, Санни и Кайл неожиданно переходят к сексу, что затем шокирует обоих. Кайл занимался сексом до брака, а Санни совсем не так собиралась потерять девственность.
Утром Санни начинает подозревать, что могла забеременеть. Она не рассказывает Лупе всего, так как стесняется говорить про Кайла, поэтому Лупе думает, что секс у неё был с Хантером. Они вместе идут в аптеку за «таблеткой плана Б», но фармацевт индийского происхождения отказывается продать такое лекарство несовершеннолетней девушке похожей на его дочь, поскольку это противоречит его убеждениям. Оказывается, что в Южной Дакоте существует закон, который позволяет медицинским работникам так поступать. Подруги решают ехать в ближайший Центр планирования семьи, который расположен в другом городе в Рапид-Сити. Девочки берут машину мамы Санни.
Подруги изначально ехали по навигатору, но в нужном месте не смогли съехать с дороги из-за того, что съезд был закрыт. Они поехали дальше, но в итоге заблудились. В круглосуточном магазине девушки разговорились с продавщицей, которая порекомендовала им ехать к её племяннику Энди, который торгует «лекарствами» на детской площадке, так как уже всё равно ночь и Центр планирования семьи будет закрыт. На месте выясняется, что у Энди осталась только одна неподписанная таблетка, но он точно не помнит, это то, что им нужно или же «спиды». Ещё у него есть поддельные удостоверения личности. Поскольку так много денег у девушек нет, Энди предлагает им расплатиться минетом. Санни случайно повреждает его интимный пирсинг и девушкам удаётся сбежать, украв неподписанную таблетку.
Санни засыпает в машине и Лупе меняет маршрут, отправляясь в боулинг. Там должен состояться концерт группы, с участником которой она уже давно переписывалась в интернете. На месте они встречают и Хантера с его друзьями. Хантер и Санни отправляются вместе в закусочную, где он объясняет девушке, что рано покинул её вечеринку из-за пьяной одноклассницы, которую нужно было отвезти домой. Санни в свою очередь рассказывает ему о своих последних приключениях. Затем Санни возвращается в боулинг, где обнаруживает, что её машина пропала, вместе с таинственным Логаном с которым переписывалась Лупе.
Подруги ссорятся и Санни съедает ту немаркированную таблетку, поскольку не может больше тянуть время. Позже выясниться, что таблетка всё же была наркотиком. Подруги отправляются искать машину через приложение на телефоне. Они попадают на вечеринку, где странного вида люди употребляют наркотики. Там Санни наконец встречает Логана, который оказывается девушкой. Выясняется, что Лупе всегда привлекали девушки, но она боялась об этом рассказывать. Подруги отправляются в Рапид-Сити и по дороге Санни звонит Кайл, а поскольку телефон стоит на громкой связи, теперь уже Лупе узнаёт секрет своей подруги, а именно с кем конкретно у неё был секс. Девушки решают никогда больше не лгать друг другу.
Утром путешествие заканчивается, но выясняется, что Центр планирования семьи в Рапид-Сити навсегда закрыт. Санни понимает, что в такой сложной ситуации ей нужна мама. Подруги спешно возвращаются домой. Санни всё рассказывает матери и та сама покупает дочери нужную таблетку, уточнив фармацевту, что таблетка нужна не для её дочери, а для подруги её дочери. Лупе же встречает дома её взволнованный отец. Девушка пока ещё не может рассказать ему о своей ориентации, все же её отец пастор, но она берёт с него слово, что чтобы он не узнал в будущем, он не выгонит её из дома.

## В ролях
- Куху Верма — Санни
- Виктория Моролес — Лупе
- Майкл Провост — Хантер
- Мейсон Кук — Кайл
- Джолли Абрахам — Рози
- Джейкоб Варгас — пастор Педро
- Михала Херролд — Логан
- Тимоти Гранадерос — Ксандер
- Рейчел Дрэтч — мисс Флаучер
- Эди Паттерсон — Дорис
- Моусес Сторм — Энди
- Джей Чандрашекхар — фармацевт

## Производство
В сентябре 2020 года стало известно, что фильм по сценарию Прати Шринивасана и Джошуа Леви будет распространять Hulu, а ставить актриса Натали Моралес, до этого снимавшая только эпизоды сериалов, например некоторые серии сериала HBO «Комната 104». В октябре стало известно, что главные роли исполнят Куху Верма и Виктория Моролес. Съёмки проходили в Сиракузах, в штате Нью-Йорк. Они начались 30 сентября и завершились 10 ноября 2020 года. 4 мая 2021 года вышел трейлер, а сам фильм — 28 мая.

## Приём
Отзывы критиков на фильм были в целом благожелательными. На Rotten Tomatoes рейтинг «свежести» фильма составляет 96 %, на Metacritic у фильма 74 балла из 100.